# Chrysotus infirmus
Chrysotus infirmus är en tvåvingeart som beskrevs av Octave Parent 1933. Chrysotus infirmus ingår i släktet Chrysotus och familjen styltflugor. Inga underarter finns listade i Catalogue of Life.